# فرانك دودلي
فرانك دودلي (بالإنجليزية: Frank Dudley)‏ (9 مايو 1925 في المملكة المتحدة - 14 سبتمبر 2012 في المملكة المتحدة) هو لاعب كرة قدم بريطاني (وحمل سابقاً جنسية المملكة المتحدة لبريطانيا العظمى وأيرلندا) في مركز الهجوم. لعب مع كارديف سيتي وليدز يونايتد ونادي برينتفورد ونادي ساوثهامبتون ونادي ساوثيند يونايتد ونادي فوكستون.

## وصلات خارجية
- فرانك دودلي على موقع قاعدة بيانات كرة القدم.إي يو (الإنجليزية)